# Jean-François Méric
Pour les articles homonymes, voir Méric.
Jean-François Méric, né le 28 mars 1756 à Carcassonne et mort dans la même ville le 23 mars 1816, est un homme politique français, président du corps législatif en 1803.

## Biographie
Jean-François Méric est avocat à Carcassonne avant la Révolution. Il continue une carrière juridique sans éclat en présidant le tribunal criminel de son département,.
Il entre en politique la quarantaine passée en se faisant élire député de l'Aude au Conseil des Cinq-Cents, le 22 germinal an V, par 153 voix sur 178 votants. Il est secrétaire de l'Assemblée à partir du 1er nivôse an VI et se montre assez effacé lors des débats.
Favorable au coup  d'État du 18 brumaire, il est nommé envoyé des consuls dans la 7e division militaire (Grenoble) pour stimuler les ralliements au coup d'État. Onze de ces hommes de confiance sont ensuite envoyés au corps législatif, dont Jean-François Méric qui est élu par le Sénat conservateur le 4 nivôse an VIII pour y représenter l'Aude.
Élu secrétaire du corps législatif le 16 pluviôse an X, Jean-François Méric préside cette assemblée du 7 au 22 mars 1803. Au cours de sa présidence, sont examinés un certain nombre de projets sur l'exercice de la médecine, la fabrication des monnaies, sur des projets d'intérêt local mais aussi une partie des textes constituant le futur code civil. Jean-François Méric reste député jusqu'au 1er juillet 1811.
Après sa sortie de l'assemblée, il retourne dans son département et meurt à Carcassonne le 23 mars 1816.

## Distinctions
- Chevalier de la Légion d'honneur le 26 novembre 1803[5].